# Leanda Cave
Pour les articles homonymes, voir Cave.
Leanda Cave née le 9 mars 1978 à Louth en Angleterre est un triathlète professionnelle britannique. Quadruple championne du monde de triathlon. Championne du monde courte distance (M) en 2002, longue distance (XL) en 2007, championne du monde Ironman et d'Ironman 70.3 en 2012. Elle la première triathlète féminine à remporter les deux titres Ironman la même année.

## Biographie

### Jeunesse
À l'âge de quatre ans, ses parents s'installent au Queensland, en Australie pour des raisons professionnelles. De retour en Angleterre, sa mère étant galloise, elle choisit de représenter le Pays de Galles.

### Carrière en triathlon
Leanda Cave fait ses débuts au triathlon en 1994 et devient professionnelle en 2000. Elle commence sa carrière internationale en remportant le titre de champion d'Europe U23 (espoir) en 2001. En 2002 elle participe en catégorie élite aux Jeux du Commonwealth à Manchester et prend la deuxième place au championnat d'Europe. En novembre de cette même année au Mexique elle remporte le titre mondial sur distance M décerné par la Fédération internationale de triathlon (IUT). Elle est nommée pour la personnalité sportive galloise de l'année. Blessée en 2003 elle ne pourra défendre son titre mondial en 2003.
Elle remporte son deuxième titre mondial en 2007 en remportant les Championnats du monde de triathlon longue distance (XL) organisé par l'IUT qui se déroule à Lorient en France. En 2008 elle participe au circuit Ironman 70.3 et devient vice-championne du monde. En 2012, elle remporte son premier Ironman en Arizona aux États-Unis. Le 9 septembre 2012, elle remporte le championnat du monde Ironman 70.3 et le 13 octobre 2012, le championnat du monde Ironman à Kailua-Kona. À environ cinq kilomètres de l'arrivée, elle dépasse la Suissesse Caroline Steffen qui tient la tête de course depuis le départ et s'impose seule sur la ligne d'arrivée. En remportant le championnat du monde d'Ironman et d'Ironman 70.3 la même année, elle devient la première femme à réaliser ce « doublé ». C'est le triathlète australien Craig Alexander qui réalise cet exploit chez les hommes en 2011. Pour la réalisation de cet exploit elle est consacrée World's fittest women de l'année 2012 par la chaine CNN.
En 2014 elle se concentre sur les compétitions de courtes distances dans le but de faire partie de l'équipe de Galles aux Jeux du Commonwealth, mais malgré quelques bons résultats, elle ne se qualifie pas pour ces compétitions. Elle remporte par la suite l'Ironman Suède terminant avec les meilleurs temps dans les trois disciplines.

### Vie privée
En février 2013, ses médecins lui diagnostiquent un cancer de la peau. Malgré les risques pour son état de santé, elle prend le départ des deux compétitions Ironman pour défendre ses titres de championne du monde, mais termine 12e dans les deux championnats.
Elle rencontre le triathlète allemand Torsten Abel en 1999 au Portugal. Ils se marient à l'été 2010, et déménagent à Tucson, en Arizona. Le couple est actuellement séparé.

## Palmarès
Le tableau présente les résultats les plus significatifs (podium) obtenus sur le circuit international de triathlon depuis 2002.
| Année | Compétition                                        | Pays       | Position           | Temps           |
| ----- | -------------------------------------------------- | ---------- | ------------------ | --------------- |
| 2017  | Ironman 70.3 Cozumel                               | Mexique    | Médaille d'argent  | 4 h 21 min 45 s |
| 2017  | Ironman 70.3 Costa Rica                            | Costa Rica | Médaille d'or      | 4 h 13 min 20 s |
| 2016  | Ironman France                                     | France     | Médaille de bronze | 9 h 45 min 6 s  |
| 2014  | Ironman Suède Kalmar                               | Suède      | Médaille d'or      | 8 h 56 min 50 s |
| 2014  | Ironman 70.3 Cozumel                               | Mexique    | Médaille d'or      | 4 h 20 min 58 s |
| 2014  | Ironman 70.3 Wiesbaden                             | Allemagne  | Médaille d'or      | 4 h 34 min 50 s |
| 2012  | Ironman 70.3 Miami                                 | États-Unis | Médaille d'or      | 4 h 7 min 27 s  |
| 2012  | Championnat du monde d'Ironman 70.3 Las Vegas      | États-Unis | Médaille d'or      | 4 h 28 min 5 s  |
| 2012  | Championnat du monde d'Ironman-Kona                | États-Unis | Médaille d'or      | 9 h 15 min 54 s |
| 2011  | Ironman 70.3 Miami                                 | États-Unis | Médaille d'or      | 4 h 13 min 35 s |
| 2011  | Championnat du monde d'Ironman -Kona               | États-Unis | Médaille de bronze | 9 h 3 min 29 s  |
| 2011  | Championnats du monde de triathlon longue distance | États-Unis | Médaille d'argent  | 5 h 37 min 35 s |
| 2011  | Ironman Arizona                                    | États-Unis | Médaille d'or      | 8 h 49 min 0 s  |
| 2011  | Wildflower Triathlon Lake San Antonio (XL)         | États-Unis | Médaille d'or      | 4 h 27 min 58 s |
| 2010  | Championnat du monde d'Ironman 70.3 Clearwater     | États-Unis | Médaille d'argent  | 4 h 12 min 34 s |
| 2010  | Ironman 70.3 Floride                               | États-Unis | Médaille d'or      | 4 h 14 min 22 s |
| 2010  | Ironman 70.3 Miami                                 | États-Unis | Médaille d'or      | 4 h 21 min 21 s |
| 2009  | Ironman 70.3 Floride                               | États-Unis | Médaille d'or      | 4 h 15 min 29 s |
| 2008  | Ironman 70.3 Floride                               | États-Unis | Médaille d'or      | 4 h 22 min 52 s |
| 2007  | Championnat du monde longue distance               | France     | Médaille d'or      | 4 h 4 min 3 s   |
| 2007  | Championnat du monde d'Ironman 70.3 Clearwater     | États-Unis | Médaille de bronze | 4 h 12 min 29 s |
| 2002  | Championnat du monde                               | États-Unis | Médaille d'or      | 2 h 1 min 31 s  |
| 2002  | Championnat d'Europe                               | Hongrie    | Médaille d'or      | 1 h 59 min 9 s  |